# Agustí Faura i Badia
Agustí Faura i Badia (Gavà, 3 de setembre de 1927 - Barcelona, 29 de gener de 2013) fou un futbolista català de la dècada de 1950.

## Trajectòria
Es formà a les categories inferiors del CF Gavà, passant el 1947 al primer equip. Dos anys més tard ingressà al CF Badalona a Segona Divisió i el 1951 al CE Sabadell també a Segona. Ingressà al RCD Espanyol la temporada 1953-54, i ja en la seva primera temporada es convertí en titular. Jugava de defensa esquerre, tot i que també podia jugar al centre del camp. El seu fort xut feia que de vegades fos l'encarregat de xutar les faltes directes. Va marcar set gols a Primera en les seves sis temporades al club. Disputà la final de la copa d'Espanya de l'any 1957 enfront del FC Barcelona. Disputà quasi 150 partits a Primera amb el club de Sarrià i 180 partits oficials en total.
El 18 de gener de 1959, en un partit enfront del CA Osasuna, va patir una greu lesió en topar amb el mateix porter Josep Vicente. Es fracturà la tíbia i el peroné, fet que l'obligà a retirar-se del futbol. Fou convocat amb la selecció espanyola B malgrat no hi debutà. Fou quatre cops internacional amb selecció catalana entre 1954 i 1958 i marcà un gol.
El 1964 començà la seva carrera d'entrenador a les categories inferiors del RCD Espanyol. El 1965-66 es feu càrrec de la UE Olot en substitució de Josep Espada. Romangué al club fins a l'any 1968. La temporada 1968-69 fou entrenador de l'Espanyol, juntament amb Antoni Argilés, en substitució de Jenő Kalmár. L'equip acabà descendint a Segona divisió. La següent temporada fou ajudant de Fernando Riera al club. Posteriorment dirigí altres clubs modestos entre els quals destaquen UE Lleida, Terrassa FC, CD Tortosa, Sporting Maonès o UE Sant Andreu.